# 公営交通
公営交通（こうえいこうつう）は、地方公共団体の経営する公共交通機関である。

## 日本の公営交通

### 運営
日本で公営交通という場合、基本的には地方公営企業法が適用される、独立採算制の公営企業の一形態を指す。従って、同じ自治体の運営でも、過疎地の住民や高齢者等の足として、税金補助の上で福祉や福利厚生目的に運営される交通事業（運行名義は「ふれあいバス（タクシー）」や「ふれあい号」など）を指しているのでは無い。
また、以下のような事業者も一般に公営交通には含まれない。
- 全額自治体出資であっても、地方公営企業法が適用されないもの[1]
- 上下分離方式を取るにあたり、インフラを保有する地方自治体自身[2]

主に大都市で鉄道（地下鉄）や路面電車、バス（公営バス）を経営・運行しており、部局名としては「○○（市・都）交通局」名義の場合が多い。成り立ちとしては、明治や大正時代に民間資本によって建設開業された路面電車を自治体が買収し、公営交通担当部局として発足したものが多い。また、同じ時期に東京市（現・東京都）が開設した「東京市電気局」の様に、市内向け配電事業と路面電車（市電）事業の両方を行う自治体もあったが、第二次世界大戦中の国家総動員法による配電統制令の公布・施行で配電事業が切り離され、路面電車をはじめとする交通事業のみが公営で残る形となった。
1950年代後半以降、公営交通の元となった路面電車については、高度経済成長期の急激なモータリゼーションの進行に伴い道路インフラが不十分な状態で自動車台数が急増したため併用軌道での円滑な運行が困難となったこと、マイカーの普及により公共交通機関の需要が減少し公営交通事業の収益状況が悪化したこと、これらの状況を受けて国が自動車優先の交通政策を進める一方、路面電車事業の維持・改善には消極的な姿勢を取ったことも相俟って、1970年代までに路線網の大幅な縮小やバス（大都市では地下鉄）への転換が推進され、ごく一部を除いて廃止された都市が多い。
その後も都市部の交通基盤として機能してはいるが、2000年頃からの規制緩和でバス事業への新規参入・撤退が容易になったことや、非効率となりがちな公営事業を効率化するための民営化の流れなどから、民間事業者と競合する公営バスについては、事業の移管や撤退・縮小を行う都市が相次いでいる状況にある。→公営バスを参照。
なお、自治体が運営する交通事業のうち鉄軌道事業（地下鉄・路面電車等）と自動車運送事業（バス）は、福祉や福利厚生目的に運営される場合を除き地方公営企業法の規定の全部が必ず適用され、一般行政部門から切り離された部門（公営企業体）が独立採算で運営することが必須であるのに対し、船舶事業は任意で「地方公営企業法の全部、または財務規定等を適用することができる」とされており、公営航路であっても一般行政部門から独立した公営企業が運営しているものは一部に留まる。

### 日本の公営交通一覧
2023年（令和5年）4月時点。○…現在運営している事業。△…上下分離方式等により、現在部分的に運営している事業。×…過去に運営していた事業。
- コミュニティバス・自家用有償旅客運送・廃止代替バスや、公営企業の形態を採らない公営航路、ならびに自治体が直営でインフラのみを保有し別事業体が運行を担うものは先に述べた通り性質が異なるため、下表には記載しない。
- バス事業から撤退した自治体については「公営バス」も参照。
- 第二次世界大戦後、鉄道・路面電車事業を行っていたが、後に撤退した自治体については「鉄道事業者#公営企業」も参照。

#### 現存事業者
| 自治体・部局名               | 地下鉄 | 路面電車 | トロリーバス | バス | その他                          | 備考 |
| ---------------------------- | ------ | -------- | ------------ | ---- | ------------------------------- | --- |
| 札幌市交通局                 | ○      | ※ △      |              | ×    | ×：索道                         | ※ 路面電車の維持運行・施設車両の維持管理は2020年に札幌市交通事業振興公社へ移管。施設及び車両の保有整備は引き続き札幌市交通局が実施。 索道事業は1985年外郭団体（札幌交通開発公社（現・札幌振興公社））へ移管。バス事業は2004年民間譲渡（ジェイ・アール北海道バス、じょうてつ、北海道中央バス）に伴い運営終了。 |
| 函館市企業局交通部           |        | ○        |              | ×    |                                 | バス事業は2003年民間譲渡（函館バス）に伴い運営終了。 |
| 青森市企業局交通部           |        |          |              | ○    |                                 | |
| 八戸市交通部                 |        |          |              | ○    |                                 | |
| 仙台市交通局                 | ○      | ×        |              | ○    |                                 | 路面電車事業は1976年全廃。 |
| 東京都交通局                 | ○      | ○        | ×            | ○    | ×：モノレール ○：新交通システム | トロリーバス事業は1968年全廃。モノレール事業は2019年11月から休止、2023年12月全廃。 |
| 三宅村企業課企業係           |        |          |              | ○    |                                 | |
| 八丈町企業課運輸係           |        |          |              | ○    |                                 | |
| 川崎市交通局                 |        | ×        | ×            | ○    |                                 | トロリーバス事業は1967年全廃。路面電車事業は1969年全廃。 |
| 横浜市交通局                 | ○      | ×        | ×            | ○    |                                 | 路面電車事業およびトロリーバス事業は1972年全廃。 |
| 南アルプス市企業局           |        |          |              | ○    |                                 | 南アルプス市営バス。旧・芦安村営バス。登山者輸送を主な目的としており、南アルプススーパー林道において運行。 |
| 伊那市南アルプス林道管理室   |        |          |              | ○    |                                 | 伊那市営バス（南アルプス林道バス）。旧・長谷村営バス。登山者輸送を主な目的としており、南アルプススーパー林道において運行。 |
| 西尾市交流共創部佐久島振興課 |        |          |              |      | ○：船舶                         | 旧・一色町営渡船。 |
| 名古屋市交通局               | ○      | ×        | ×            | ○    |                                 | トロリーバス事業は1951年全廃。路面電車事業は1974年全廃。 |
| 京都市交通局                 | ○      | ×        | ×            | ○    |                                 | トロリーバス事業は1969年全廃。路面電車事業は1978年全廃。 |
| 高槻市交通部                 |        |          |              | ○    |                                 | |
| 伊丹市交通局                 |        |          |              | ○    |                                 | |
| 神戸市交通局                 | ○      | ×        |              | ○    | ×：索道                         | 路面電車事業は1971年全廃。索道事業は1977年外郭団体（神戸市都市整備公社（現・こうべ未来都市機構））へ移管。 |
| 松江市交通局                 |        |          |              | ○    |                                 | |
| 宇部市交通局                 |        |          |              | ○    |                                 | |
| 徳島市交通局                 |        |          |              | ○    |                                 | 全事業の完全民間委託に伴い2028年度運営終了予定。 |
| 北九州市交通局               |        | ×        |              | ○    |                                 | 旧・若松市交通局。若松区内およびその周辺地域のみを運行。路面電車は貨物専用軌道。路面電車事業は1971年に別部局（北九州市経済局）へ移管、1975年全廃。 |
| 福岡市交通局                 | ○      |          |              |      |                                 | |
| 佐賀市交通局                 |        |          |              | ○    |                                 | |
| 長崎県交通局                 |        |          |              | ○    |                                 | 多数の県外への高速バス路線を持ち、公営交通としては異色。 |
| 平戸市総務部総務課交通政策班 |        |          |              |      | ※ ○：船舶                       | ※ 地方公営企業法の一部（財務規定）適用。平戸市市営交通船（フェリー大島）。旧・大島村村営交通船。 |
| 有明海自動車航送船組合       |        |          |              |      | ※ ○：船舶                       | ※ 地方公営企業法の一部（財務規定）適用。長崎県と熊本県により構成される一部事務組合。 |
| 熊本市交通局                 |        | ○        |              | ×    |                                 | バス事業は2015年民間譲渡（九州産交バス、熊本電気鉄道、熊本バス、熊本都市バス）に伴い運営終了。路面電車事業は上下分離方式導入に伴い運行業務を熊本市公共交通公社へ移管し2024年度末運営終了予定。施設及び車両の管理は引き続き熊本市が実施。                                                                      |
| 鹿児島市交通局               |        | ○        |              | ○    |                                 | 2004年に旧・桜島町営バスを鹿児島市営バスへ統合。 |
| 鹿児島市船舶局               |        |          |              |      | ○：船舶                         | 旧・桜島町営フェリー。 |
| 屋久島町政策推進課船舶運航係 |        |          |              |      | ※ ○：船舶                       | ※ 地方公営企業法の一部（財務規定）適用。屋久島町営船（フェリー太陽Ⅱ）。 |
| 伊江村公営企業課             |        |          |              |      | ※ ○：船舶                       | ※ 地方公営企業法の一部（財務規定）適用。伊江村営フェリー。 |
| 伊平屋村観光交通課公営企業係 |        |          |              |      | ※ ○：船舶                       | ※ 地方公営企業法の一部（財務規定）適用。伊平屋村営フェリー（フェリーいへや3）。 |

#### 廃止および撤退した主な事業者
部局名が変遷している事業者については、廃止直前の名称を示す。
| 自治体・部局名                                    | 地下鉄 | 路面電車 | トロリーバス | バス | その他                | 備考 |
| ------------------------------------------------- | ------ | -------- | ------------ | ---- | --------------------- | --- |
| 苫小牧市交通部                                    |        |          |              | ×    |                       | 1950年運営開始。2012年民間譲渡（道南バス）に伴い運営終了。 |
| 秋田市交通局                                      |        | ×        |              | ×    |                       | 1941年運営開始。路面電車事業は1966年全廃。バス事業は2006年民間譲渡（秋田中央交通）に伴い運営終了。                                                                                             |
| 笠間市市営自動車部                                |        |          |              | ×    |                       | 1948年運営開始。1965年民間譲渡（東武鉄道、関東鉄道）に伴い運営終了。 |
| 千葉県営鉄道                                      |        |          |              |      | ×：普通鉄道           | 明治・大正期に複数の路線を建設・運営、のち国有化（久留里線）もしくは民間譲渡（東武野田線ほか）。                                                                                               |
| 浜松市交通部                                      |        |          |              | ×    |                       | 1936年運営開始。1986年民間譲渡（遠州鉄道）に伴い運営終了。 |
| 岐阜市交通事業部                                  |        |          |              | ×    |                       | 1949年運営開始。2005年民間譲渡（岐阜乗合自動車）に伴い運営終了。 |
| 富山県営鉄道                                      |        |          |              |      | ×：普通鉄道           | 1921年運営開始。1943年陸上交通事業調整法による民間譲渡（富山地方鉄道）に伴い運営終了（上滝線および立山線の一部）。                                                                             |
| 富山市電軌課                                      |        | ×        |              |      |                       | 1920年運営開始。1943年陸上交通事業調整法による民間譲渡（富山地方鉄道）に伴い運営終了（富山軌道線）。                                                                                           |
| 大阪市交通局                                      | ×      | ×        | ×            | ×    | ×：新交通システム     | 1903年運営開始。路面電車事業は1969年全廃。トロリーバス事業は1970年全廃。地下鉄事業（新交通システム含む）およびバス事業は2018年分割民営化（大阪市高速電気軌道、大阪シティバス）に伴い運営終了。 |
| 尼崎市交通局                                      |        |          |              | ×    |                       | 1948年運営開始。2016年民間譲渡（阪神バス）に伴い運営終了。 |
| 明石市交通部                                      |        |          |              | ×    |                       | 1951年運営開始。2012年民間譲渡（神姫バス、山陽バス）に伴い運営終了。 |
| 姫路市企業局交通事業部                            |        |          |              | ×    | ×：モノレール ×：索道 | 1946年運営開始。モノレール事業は1974年休止、1979年全廃。索道事業は2006年別部局（姫路市観光交流推進室）へ移管。バス事業は2010年民間譲渡（神姫バス）に伴い運営終了。                             |
| 出雲市自動車部                                    |        |          |              | ×    |                       | 1950年運営開始。1968年民間譲渡（一畑電気鉄道（現・一畑バス））に伴い運営終了。 |
| 倉敷市交通局                                      |        |          |              | ×    | ×：普通鉄道           | 1952年運営開始。鉄道事業は1970年民間譲渡（水島臨海鉄道）に伴い運営終了。バス事業は1989年民間譲渡（下津井電鉄、両備バス（現・両備ホールディングス））に伴い運営終了。                           |
| 玉野市営電気鉄道                                  |        |          |              |      | ×：普通鉄道           | 1956年運営開始。1972年全廃。 |
| 竹原・波方間自動車航送船組合                      |        |          |              |      | ※ ×：船舶             | ※ 地方公営企業法の一部（財務規定）適用。竹原市と波方町により構成される一部事務組合。1963年運営開始。2009年全廃。                                                                               |
| 尾道市交通局                                      |        |          |              | ×    |                       | 1932年運営開始。2008年民営化（おのみちバス）に伴い運営終了。 |
| 三原市交通局                                      |        |          |              | ×    |                       | 1942年運営開始。2008年民間譲渡（中国バス、鞆鉄道、芸陽バス）に伴い運営終了。 |
| 呉市交通局                                        |        | ×        |              | ×    |                       | 1941年運営開始。路面電車事業は1967年全廃。バス事業は2012年民間譲渡（広島電鉄）に伴い運営終了。                                                                                                 |
| 江田島市企業局交通課                              |        |          |              |      | ×：船舶               | 旧・能美町交通局。1949年運営開始。2012年民間譲渡（瀬戸内シーライン）に伴い運営終了。 |
| 岩国市交通局                                      |        |          |              | ×    |                       | 1938年運営開始。2015年民営化（いわくにバス）に伴い運営終了。 |
| 山口市交通局                                      |        |          |              | ×    |                       | 1943年運営開始。1999年民間譲渡（防長交通）に伴い運営終了。 |
| 新居浜市公営企業局交通課                          |        |          |              | ×    |                       | 1948年運営開始。1965年民間譲渡（瀬戸内運輸）に伴い運営終了。 |
| 中島町運輸課                                      |        |          |              | ×    | ×：船舶               | 1958年運営開始。バス事業および船舶事業は2004年民営化（中島汽船）に伴い運営終了。 |
| 鳴門市企業局運輸事業課                            |        |          |              | ×    |                       | 1949年運営開始。2013年民間譲渡（徳島バス）に伴い運営終了。 |
| 小松島市運輸部                                    |        |          |              | ×    |                       | 1951年運営開始。2015年民間譲渡（徳島バス）に伴い運営終了。 |
| 佐世保市交通局                                    |        |          |              | ×    | ×：船舶               | 1927年運営開始。船舶事業は2002年民間譲渡（させぼパール・シー）に伴い運営終了。バス事業は2019年民間譲渡（西肥自動車、させぼバス）に伴い運営終了。                                               |
| 松浦市交通課                                      |        |          |              | ×    |                       | 旧・鷹島町交通課（鷹島町営バス）。鷹島地域のみを運行。1962年運営開始。2014年からは昭和自動車および予約制乗合タクシーが代替。                                                                   |
| 荒尾市交通局                                      |        |          |              | ×    | ×：普通鉄道           | 1949年運営開始。鉄道事業は1964年全廃。バス事業は2005年民間譲渡（産交バス）に伴い運営終了。 |
| 宮崎県営鉄道                                      |        |          |              |      | ×：普通鉄道           | 大正期に2路線を運営、のち国有化（妻線・日南線）。 |
| 薩摩川内市上甑バス事業所 薩摩川内市下甑バス事業所 |        |          |              | ×    |                       | 旧・上甑島バス企業団および旧・下甑村営バス。甑島地域のみを運行。1972年（下甑）、1978年（上甑）運営開始。2012年南国交通（薩摩川内市甑島地域コミュニティ交通）に譲渡。                           |
| 沖永良部バス企業団                                |        |          |              | ×    |                       | 和泊町と知名町により構成される一部事務組合。1956年運営開始。2007年までは通常の公営バスとして運行されていたが、以降は廃止代替バスとして自治体から受託運行。                                     |
| 沖縄県営鉄道                                      |        |          |              | ×    | ×：普通鉄道           | 大正・昭和初期に4路線で鉄道事業を運営、後にバス事業にも進出。戦争激化により1945年運行停止。沖縄戦により壊滅的に破壊され事実上消滅。                                                            |

## 欧米の公営交通

### イギリス
イギリスではバスと鉄道を併せた公共交通機関の分担率は1950年代初めには約60 %程度であったが、2010年代には20 %を切る水準にまで低下した。1980年代半ばの規制緩和まではバス事業の約9割を公営企業が占めていたが、1985年に地域バスの免許制が廃止され、2014年現在では公営のバス事業は10社程度となっている。
2014年現在、イギリスのバス路線の約80 %は商業路線、残りの約20 %は地方自治体がバス事業者と契約して運行している路線である。

### フランス
フランスにおける都市内公共交通は交通組織当局（AOTU）がすべての交通モードに対して運営等の責任を有しており、約90 %のAOTUは民営又は半公営の事業者と契約を締結して公共交通サービスを提供している。

### アメリカ合衆国
- アムトラック - 連邦政府が出資する株式会社。全米で長距離列車を運行。
- メトロポリタン・トランスポーテーション・オーソリティ（MTA） - ニューヨーク都市圏の公営交通を統括。
  - ニューヨークシティ・トランジット・オーソリティ（NYC Transit、NYCTA）
    - ニューヨーク市地下鉄
    - MTAリージョナル・バス・オペレーションズ
- シカゴ交通局（CTA）
  - シカゴ・L
  - CTAバス
- 南東ペンシルベニア交通局

その他、多数。